# Nuthobel

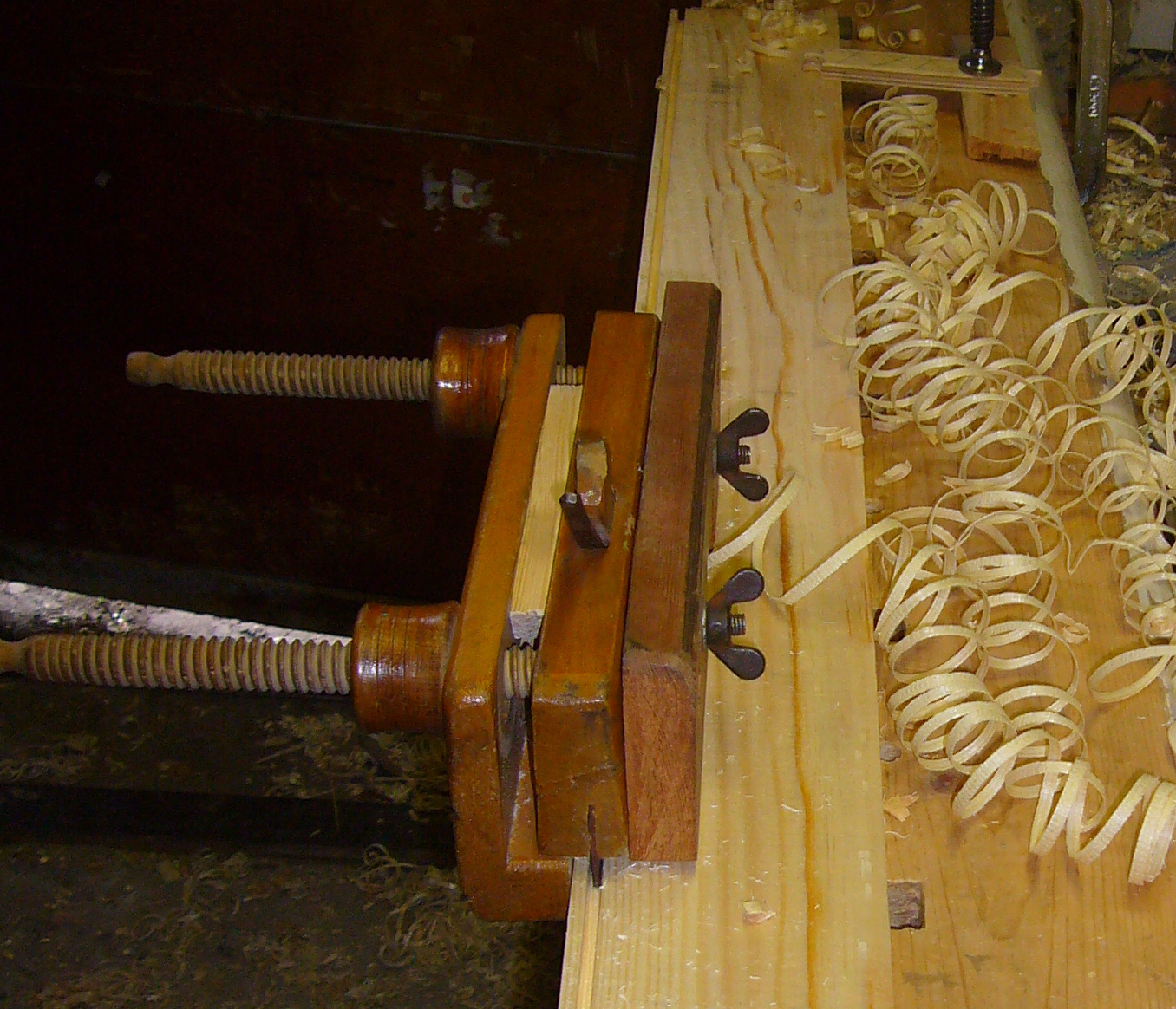
Herstellen einer Nut mit einem Nuthobel

Der Nuthobel ist ein spezieller Handhobel zur spanenden Bearbeitung von Holz. Er dient der Herstellung von Nuten.
Durch Wechseln des Hobelmessers wird die Breite der Nut geändert. Der Nuthobel hat einen Anschlag, mit dem der Abstand zur Kante des Brettes eingestellt werden kann, zudem kann die Tiefe der Nut eingestellt werden.